# Pseudomyrmex pallidus
Pseudomyrmex pallidus  (лат.) — вид древесных муравьёв рода Pseudomyrmex из подсемейства Pseudomyrmecinae (Formicidae). Новый Свет.

## Распространение
Встречается в Новом Свете: от США на севере ареала до Коста-Рики на его юге. Один из наиболее обычных представителей подсемейства Pseudomyrmecinae (Ward, 1989, 1993, 1999).

## Описание
Мелкого размера муравьи жёлто-оранжевого цвета (4-5 мм; самцы тёмные). Длина головы (HL) 0,78-1,06 мм, ширина головы (HW) 0,68-0,89 мм. Клипеус в средней части переднего края плоский, в латеральных краях угловатый. Голова вытянутая, скапус усиков короткий (вдвое короче головы). Отстоящие волоски редкие, отсутствуют на средних и задних бёдрах, на мезонотуме и проподеуме; отдельные отстоящие щетинки есть на верхней части головы, переднеспинке, петиоле, постпетиоле и абдоминалдьном тергите IV. Имеют относительно крупные глаза и сильное жало. Тело узкое, ноги короткие. Стебелёк между грудкой и брюшком состоит из двух узловидных члеников (петиоль и постпетиоль). Предположительно, факультативным временным социальным паразитом этого вида является близкий вид древесных муравьёв Pseudomyrmex seminole. В междоузлиях растений (муравейниках) находили самок Pseudomyrmex seminole вместе с рабочими Pseudomyrmex pallidus.
Живут в полостях живых и мёртвых деревьев и кустарников (Ambrosia artemisiifolia, Andropogon, Bidens, Cladium jamaicense, Uniola paniculata, Callicarba, Baccharis, Heterotheca subaxillaris, Iva ciliata, Melia azedarach, Prunus, Ptelea trifoliata, Uniola paniculata, Gossypium thurberi, Quercus emoryi, Q. oblongifolia, Acacia greggii, Hyptis emoryi) с которыми находятся во взаимовыгодных отношениях. Большинство муравейников моногинные или без маток вообще, но встречаются и полигинные гнёзда (до 22 маток). Половые особи и их куколки обнаруживаются почти в каждый из месяцев года, что говорит о нескольких периодах спаривания.
Ядовитые и Дюфуровы железы сходны с таковыми у огненных муравьёв рода Solenopsis. Перед ужалением муравьи кусают жертву челюстями и затем подгибают вниз и вперёд брюшко и пускают яд через жало в покровы жертвы. В месте ужаления на коже человека развивается покраснение и волдырь. Болезненность может сохранятся до 24 часов, а след от ужаления (обесцвеченная кожа) может сохраняться до двух недель.
- Рабочий сверху
- Крылатая самка
- Голова самца
- Крылатый самец

## Систематика
Вид был впервые описан в 1855 году британским энтомологом Фредериком Смитом (1805-1879), валидный статус подтверждён в 1980—1990-е годы американским мирмекологом Филипом Уардом (Ward, P. S.) в ходе проведённой им родовой ревизии. Принадлежит к видовой группе pallidus  species group (отличается желтовато-оранжевым цветом, коротким скапусом усиков, тонким петиолем с передним стебельком); близок к виду Pseudomyrmex seminole, отличаясь строением головы и стебелька: петиоль и постпетиоль P. seminole длиннее и уже, чем у P. pallidus. Также мельче размерами головы: HW = 0,87-0,96 у P. seminole, HW = 0,68-0,89 мм у P. pallidus..